# تپه انگور مچین
تپه انگور مچین مربوط به دوران‌های تاریخی پس از اسلام است و در شهرستان قزوین، روستای شاهین تپه واقع شده و این اثر در تاریخ ۱۶ آبان ۱۳۷۹ با شمارهٔ ثبت ۲۸۶۴ به‌عنوان یکی از آثار ملی ایران به ثبت رسیده است.